# Aulacorhynchus prasinus
Il tucanetto smeraldino (Aulacorhynchus prasinus (Gould, 1834)) è un uccello della famiglia Ramphastidae.
Detto smeraldino per il suo piumaggio, questo uccello riesce a mimetizzarsi nell'ambiente tropicale.

## Descrizione
Il tucanetto smeraldino ha colori brillanti ed un grande becco. L'adulto ha una lunghezza di 30–35 cm e il peso può variare dai118 g ai 230 g. Entrambi i sessi hanno un aspetto simile, sebbene la femmina in genere sia più piccola e con un corpo leggermente più corto. È, come altri membri del genere Aulacorhynchus, principalmente di color verde. Il sottocoda e la coda sono rossicci. Il becco è nero e giallo sulla mandibola superiore (con variazioni fra le  sottospecie) e, a differenza delle sottospecie A. p. volcanius e A. p. virescens, non ha una banda bianca alla base del becco.
Le cerchie degli occhi vanno dal blu al rosso, in alcune sottospecie sono molto scure, tanto che appaiono quasi nerastre da una certa distanza;  l'iride è nera. Le gambe sono grigiastre.
I giovani hanno colori più spenti rispetto agli adulti, compresa la gola, e, a seconda della sottospecie, le aree nere del becco possono essere brune oppure  il becco interamente giallo.

## Distribuzione e habitat
Questa specie è presente in America centrale (Belize, Costa Rica, Ecuador, El Salvador, Guatemala, Honduras, Messico, Nicaragua e Panama) e Sudamerica (Bolivia, Brasile, Colombia, Perù e Venezuela).

## Tassonomia
Il tucanetto smeraldino era originariamente attribuito al genere Pteroglossus. Viene chiamato anche "tucanetto smeraldino messicano".

### Sottospecie
Sono riconosciute quattro sottospecie:
- Aulacorhynchus prasinus warneri Winker, 2000, Messico sud-orientale.
- Aulacorhynchus prasinus prasinus Gould, 1833, Messico orientale e sud-orientale, nel Belize e nel nord del Guatemala.
- Aulacorhynchus prasinus virescens Ridgway, 1912, dal Guatemala orientale all'Honduras e al nord del Nicaragua.
- Aulacorhynchus prasinus volcanius Dickey & van Rossem, 1930, El Salvador orientale.

## Conservazione
La IUCN Red List classifica questa specie come a basso rischio di estinzione (Least Concern).